# Тушинский лагерь
Тушинский лагерь — стан Лжедмитрия II у подмосковного села Тушино, с июня 1608 по декабрь 1609 служивший столицей последнего, который вследствие этого получил наименование «тушинского вора». В тушинский лагерь стекались все недовольные выборным царём Василием Шуйским, что делало его теневой столицей с собственными государственными учреждениями, патриархом и т. д. С декабря 1609 по март 1610 года Тушинский лагерь поддерживал короля Речи Посполитой Сигизмунда.

## Местоположение
Лагерь находился на Волоколамской дороге, на холме за селом Тушино; он располагался между реками Сходня и Москва, в том месте, где Сходня впадает в Москву-реку, описывая при этом петлю. Лагерь расположен на высоком холме, с которого на несколько вёрст просматривалась территория в направлении Москвы. С трёх сторон холм был окружён обрывами, с четвёртой же, то есть с запада (со стороны монастыря Спаса на Всходне) лагерь был обнесён земляным валом, остатки которого были видны ещё в начале XX века. Кроме того, были выстроены деревянные укрепления. Лагерь казаков был отделён от основного лагеря рекой; что же до самого Лжедмитрия, то он жил во дворце, построенном на запад от Тушина, у Спасского монастыря на берегу Москвы-реки — на холме, обнесённом валом и рвом и с тех пор получившем название «Цариковой горы», сохранявшееся до начала XX века.

## Образование лагеря
В двухдневной битве под Болховом 30 апреля — 1 мая 1608 года Лжедмитрий II (самозванец) разбил войско Василия Шуйского, возглавлявшееся его братьями Дмитрием и Иваном Шуйскими, и двинулся на Москву. Самостоятельно действовавший отряд Александра Лисовского, разбив в ходе Зарайской битвы князя Хованского, занял Тушино, и Лисовский, оценив его положение, видимо, и подсказал устроить там лагерь самозванцу, появившемуся у столицы по одним источникам 1, по другим 14 июня (ст. стиля). Сначала он остановился в Тушине, затем попытался перенести лагерь в село Тайнинское, но так как был отрезан войсками Шуйского, занявшими Калужскую дорогу, от своей базы — Северской земли — то вернулся в Тушино и обосновался там. В записках одного из его полководцев, Иосифа Будило, об основании Тушинского лагеря говорится следующее: 
Того же года 24 июня, в праздник св. Иоанна, царь подступил к столичному городу Москве. Там не было никакого войска кроме стражи. Когда царь, не находя удобного места для лагеря, ходил кругом Москвы и, направляясь назад к Тушину, дошел до Товиенска [с. Тайнинского], то на него напало было в тесном месте войско Шуйского, но при Божией помощи было разбито. Царское войско расположилось у Тушина, подле монастыря св. Николая на месте, заросшем явором
Высланное против самозванца войско Шуйского встало лагерем на реке Ходынке у села Всехсвятского (ныне район Сокола), тогда как татарская конница стояла в селе Хорошеве; вторая линия с самим царём находилась на реке Пресне в Ваганькове. Ночью войско Шуйского было атаковано Рожинским и бежало до самой Пресни, где, получив подкрепление от царского резерва, в свою очередь отбросило Самозванца до Химки, но оттуда было вновь отбито назад к Ходынке. После этого войска Самозванца окончательно сосредоточились в Тушине, так как фактическим командующим гетманом Рожинским был принят план блокады Москвы и доведения её голодом до сдачи.

## Тушино при самозванце
Первоначально были разбиты палатки, но с наступлением зимы, когда их уже начал набивать снег, были вырыты землянки, а для лошадей сделаны стойла из хвороста и соломы, но это оказалось недостаточным. Тогда окрестные городки и деревни были обложены повинностью по поставке в Тушино срубов: «иной капитан получал сруба три и устраивался с полным удобством».
Вскоре на месте лагеря вырос полноценный и многочисленный город, причём прежние землянки превратились в погреба, которые, благодаря постоянным реквизициям, ломились от запасов. Вокруг военного лагеря образовался торговый посад, где одних польских торговцев, согласно свидетельству Мархоцкого, было до трёх тысяч; туда же ездили и купцы из Москвы.
Сразу же с появлением Самозванца в Тушине, начался массовый переход на его сторону из Москвы. Первыми перебежали князья Алексей Юрьевич Сицкий и Дмитрий Мамстрюкович Черкасский, за ними последовали Дмитрий Тимофеевич и Юрий Никитич Трубецкие. Бежали в Тушино двое князей Засекиных, Михайло Матвеевич Бутурлин, князь Василий Рубец-Мосальский, Михаил Глебович Салтыков и другие. Из них была составлена боярская дума, фактическим руководителем которой стал Салтыков; впрочем, там вперемешку с представителями древних боярских фамилий заседали и дворяне и даже один крестьянин (Иван Фёдорович Наумов), не говоря уже о предводителе запорожских казаков Иване Заруцком.
По образцу Москвы был организован двор и правительство. Дворецким был назначен князь Семён Григорьевич Звенигородский, из древней, но впавшей в ничтожество ветви черниговских князей; были учреждены приказы, во главе которых поставлены перебежавшие из Москвы дьяки Иван Грамотин, Пётр Третьяков, Богдан Сутупов, Иван Чичерин и наконец Фёдор Андронов. Последний бывший крупный торговец кожами, затем думный дьяк и казначей при Шуйском, обвинённый им в злоупотреблениях, был назначен самозванцем главой приказа Большой казны и сосредоточил в своих руках всю финансовую сторону тушинского правительства.
Фактическим руководителем Тушинского лагеря, действовавшим от имени номинального «царика», был гетман Роман Ружинский, молодой литовский князь из Гедиминовичей. Полунезависимо действовали такие крупные полководцы, как Александр Лисовский и подошедший несколько позже с крупным отрядом Ян Пётр Сапега, староста Усвятский и двоюродный племянник литовского канцлера (впрочем, они оперировали вдалеке от Тушина). Наконец, выделялся предводитель казаков запорожец Иван Заруцкий, родом то ли поляк, то ли полонизированный украинец из Русского воеводства, получивший чин боярина и должность главы Казачьего приказа.

Вскоре в Тушине появилась и «царица» Марина Мнишек, отпущенная в Польшу согласно заключённому с королём Сигизмундом III мирному договору. В августе она была перехвачена по дороге отрядом Зборовского и доставлена в Тушино, где «признала» в Самозванце своего убитого мужа, а затем тайно обвенчалась с ним в отряде Сапеги (5 сентября — венчание совершил её духовник-иезуит). Самозванец со своей стороны обещал ей по воцарении три тысячи рублей золотом и доходы от 14 городов. Наконец, в Тушине появился и свой наречённый патриарх — а именно Филарет (Романов), отец будущего царя Михаила Фёдоровича. Будучи ростовским епископом, он был захвачен тушинцами при взятии Ростова в октябре 1608 года и с позором, на дровнях и привязанный к распутной женщине, был привезён в Тушино; однако Лжедмитрий осыпал его, как своего мнимого свойственника, милостями, назначив патриархом, от чего Филарет не посмел отказаться — и в качестве патриарха начал совершать богослужения и рассылать по областям окружные грамоты. Видя такой пример, в Тушино во множестве устремились представители духовенства. 
Зачастую представители одной и той же семьи служили и в Москве, и в Тушине, что должно было гарантировать семью на случай любого поворота событий. Некоторые перебегали из Москвы в Тушино и обратно по нескольку раз, при каждой измене получая новые пожалования, которые, в свою очередь, вынужден был санкционировать и другой хозяин при повторной измене. Такие получили прозвище «тушинских перелётов». Энциклопедический словарь Брокгауза и Ефрона определяет войско «тушинского вора» в 7000 поляков, около 10.000 казаков и «десятки тысяч вооруженного сброда», в какие-то моменты численность приближалась к 100 000. По подсчётам С. М. Соловьёва, поляков было 18 000, пехоты 2000, казаков запорожских 13 000, донских 15 000, «кроме русских людей, последних поляки не много держали в стане, потому что им не доверяли». Эта орда подвергала страшному опустошению все местности, в которые она проникала. При этом, как отмечает С. М. Соловьёв, больше всего свирепствовали не поляки, не испытывавшие никакой ненависти к местному населению, а именно русские, которым некуда было бежать в случае неудачи и которые рассматривали всех сторонников Шуйского как личных врагов. И если поляки, взяв в плен сторонника Шуйского, зачастую обходились с ним милостиво, то русские предавали пленных мучительной смерти, к ужасу и отвращению поляков. Особо неистовствовали казаки, которые «злого врага себе видели в каждом мирном гражданине, живущем плодами честного труда, и над ним-то истощали всю свою свирепость». Казаки предавали всё, что встречали, бессмысленному разрушению: в тех домах, которые они не могли сжечь, они по крайней мере разламывали ворота и двери, чтобы в них невозможно было жить; провиант, который они не могли унести, они уничтожали: топили, бросали в навоз или кидали под копыта своих коней. Некто Наливайко отличился во Владимирской области тем, что сажал на кол мужчин и насиловал всех женщин, так что «побил до смерти своими руками, дворян и детей боярских и всяких людей, мужиков и женок 93 человека»; в конце концов он был взят в плен владимирским воеводой Вельяминовым (сторонником Самозванца) и повешен им по приказу Самозванца.
Осенью 1608 году бегство из Москвы приняло повальный характер — особенно после того, как в конце сентября Сапега разбил под Рахмановым двинутый против него отряд и осадил Троице-Сергиев монастырь. Ситуацию в Москве «Новый Летописец» описывает следующим образом: «Начася же бытии в Москве глад велий, едина четверть ржи продавашеся по седмь рублев, и глада ради мнози с Москвы поидоша в Тушино; прочие же прихождаху к царю Василию глаголющее: доколе можем глада терпети, или хлеб даждь нам, или изыдем из града». Это привело к восстаниям и нескольким попыткам свержения Шуйского: 25 февраля, 2 апреля и 5 мая 1610 года. Впрочем, в самом Тушине 1 февраля также вспыхнул бунт, так как поляки требовали выплаты жалованья. Поскольку, при всем желании, сыскать необходимое количество монеты поляки не смогли, они разделили страну между отрядами на кормления — «приставства», которые жители сравнивали с прежними удельными княжествами, и принялись по возможности их обирать.
К тому времени поляки и «воры» взяли под контроль значительную часть страны: Лжедмитрию подчинились Ярославль, Кострома, Владимир, Суздаль, Вологда, Муром, Углич, Галич, Кашин, Псков и другие города — всего 22 города. Казалось, смута достигла апогея.

## Распря в Тушинском лагере
Поворот произошёл после заключения царём Шуйским союза со шведами, встревоженными усилением воюющей с ними Польши.
28 февраля 1609 года в Выборге молодой племянник царя Михаил Васильевич Скопин-Шуйский подписал договор со шведским королём Карлом IX, который обещал предоставить войско в обмен на образование  союза с Россией для  завоевания Ливонии и территориальную уступку Россией Швеции своего Корельского уезда. 10 мая Скопин выступил из Новгорода и двинулся к Москве, громя на пути тушинские отряды. В июле он разбил под Калязиным Сапегу. 6 февраля 1610 года Сапега был вынужден снять осаду Троице-Сергиевого монастыря и отступить к Дмитрову.

### Полонизация тушинского лагеря
Со своей стороны польский король Сигизмунд III, выставив поводом явно направленный против него союз России со Швецией, вторгся в московские владения и в сентябре осадил Смоленск. Тушинские поляки поначалу восприняли это с раздражением, немедленно составив против короля конфедерацию и потребовав, чтобы он покинул страну, которую они уже считали своей. Однако Ян Петр Сапега к конфедерации не примкнул и требовал переговоров с королём — его позиция оказала значительное влияние на дальнейший ход дел. Со своей стороны Сигизмунд направил в Тушино комиссаров во главе с Станиславом Стадницким, требуя от них как от своих подданных помощи и предлагая им обширное вознаграждение как из московской казны, так и в Польше; что же касается до русских, то им было обещано сохранение веры и всех обычаев и также богатые награды. Это показалось тушинским полякам соблазнительным, и между ними и королевскими комиссарами завязались переговоры, причём на сторону короля стали склоняться не только поляки, но и многие русские. Попытка Самозванца напомнить о себе и своих «правах» вызвала следующую отповедь Рожинского: «А тебе что за дело, зачем комиссары приехали ко мне? Черт знает, кто ты таков? Довольно мы пролили за тебя крови, а пользы не видим».

### Калужская фракция
10 декабря 1609 Лжедмитрий II попытался бежать из Тушина с четырьмя сотнями верных ему донских казаков, но был пойман и взят под фактический арест Рожинским. Однако, 27 декабря 1609 года он все-таки бежал в Калугу, переодевшись крестьянином и спрятавшись в санях с тесом (по другой версии даже с навозом). Донские казаки и часть поляков под руководством Яна Тышкевича, личного врага Рожинского, последовали за ним (при этом дошло дело до перестрелки между сторонниками Тышкевича и Рожинского). Однако русские тушинцы тотчас направились процессией к королевским послам, выразив им радость по поводу избавления от «вора». 11 февраля бежала в Дмитров к Сапеге, а оттуда в Калугу и Марина Мнишек — верхом в гусарском платье, в сопровождении служанки и нескольких донских казаков. В самом Тушине в это время происходило следующее: Ян Тышкевич привёз из Калуги грамоту от Самозванца с обещаниями, вызвавшую новое брожение среди поляков; но Рожинский уже твёрдо принял королевскую сторону и вёл дело к договору с Сигизмундом, для чего под Смоленск было направлено посольство от поляков и русских, которые вступили в конфедерацию с поляками и решили со своей стороны призвать на царство королевича Владислава (сына Сигизмунда) при условии принятия им православия. Это посольство возглавили Михаил Салтыков, видную роль в нём играли Фёдор Андропов и князь Василий Рубец-Мосальский; 31 января они подали королю проект договора, составленного Салтыковым; в ответ Сигизмунд предложил послам план конституции, по которой Земский собор и боярская Дума получали права независимой законодательной, а Дума при этом — и судебной власти. Тушинские послы приняли условия и присягнули, «Пока Бог нам даст государя Владислава на Московское государство», «служить и прямить и добра хотеть его государеву отцу, нынешнему наияснейшему королю польскому и великому князю литовскому Жигимонту Ивановичу». Вообще Сигизмунд, выставивший условием отъезда 15-летнего сына в Москву её полное замирение, явно пытался взять бразды правления в свои руки.

## Конец тушинского лагеря
Между тем, однако, ситуация в самом Тушине становилась критической. На юге, в Калуге, сосредотачивались верные Самозванцу войска; на севере, под Дмитровым, наседали Скопин-Шуйский и шведы, с трудом сдерживаемые Сапегой. В таких условиях, Рожинский принял решение отойти к Волоколамску — именно в Иосифо-Волоцкий монастырь. 6 (16) марта тушинцы предали огню свой лагерь и «скорым обычаем» выступили в поход. Через два дня они были в Волоке — в основном поляки, так как русские в большинстве разбежались. К. Ф. Калайдович, исследовавший по поручению Н. М. Карамзина остатки Тушинского лагеря, записал предание, что тушинцы не сами ушли, но были выбиты с боем московским отрядом, ворвавшимся в лагерь со стороны древнего городища, у впадения в Сходню речки Городенки (с севера). Ни русские, ни польские письменные источники не сообщают об этом бое; скорее всего, это было незначительное нападение на польский арьергард.

## Судьба «тушинцев»
Пропольские тушинцы (Михаил Салтыков) поддержали семибоярщину и польско-литовскую оккупацию Москвы. Антипольские тушинцы (Иван Заруцкий) приняли участие в первом ополчении.
За московское осадное сидение при царе В. И. Шуйском Пётр Григорьевич Дашков (Гурьевич), московский дворянин и воевода, пожалован вотчиной.

## Раскопки на месте тушинского лагеря
Как видно из записок Калайдовича, в начале XIX века тушинцы, во всяком случае старики, сохраняли ещё живую и подробную память о событиях Смуты. В конце того же века, то есть всего три поколения спустя, местные жители даже не могли сказать И. Ф. Токмакову, откуда пошло название Цариковой горы. Воспоминания о тушинцах теперь сводились к тому, что их могилами стали считать расположенные в округе древние курганы, а о самом большом из них ходили легенды, что там якобы укрыты несметные сокровища Лжедмитрия.
В 1898 году при строительстве Московско-Виндавской (ныне Рижской) железной дороги, под Тушином было сделано множество находок. Раскопки осуществлял инженер-путеец В. А. Политковский под научным руководством академика Забелина. В результате была собрана коллекция из 560 предметов, пожертвованная в Императорский Исторический Музей, где она находится и до сих пор, частично выставленная в экспозиции (в частности, можно увидеть ядра, «чеснок» — острые шипы, которые бросали под ноги лошадям, и польский сапог со шпорой). Особый интерес представляют образцы оружия: стволы пищалей, пулелейка, несколько бердышей и топоров, рогатины, а также конские скребницы, шишаки, кольчуги, панцири. Найдены также орудия труда и предметы быта: косы, серпы, долота, топоры, кресала, ножницы, наконец предметы утвари: дверные ручки, жиковины и замки, как навесные, так и внутренние, изразцы, наконец большое количество монет, как польских, так и монет «царя Дмитрия Ивановича», отчеканенных в Тушине. Найденные предметы были обгоревшими, что подтверждало сообщения о сожжении Тушина.